# Chỉ số bất bình đẳng giới

Bản đồ biểu thị mức độ bất bình đẳng giới của các quốc gia trên thế giới năm 2019. Màu đỏ = bất bình đẳng; màu xanh = bình đẳng

Chỉ số bất bình đẳng giới (Gender Inequality Index - GII) là một chỉ số dùng để đo sự chênh lệch giới, được Chương trình Phát triển Liên Hợp Quốc (UNDP) đưa ra trong ấn bản kỷ niệm lần thứ 20 do Báo cáo Phát triển Con người năm 2024. Theo UNDP, chỉ số này là một thước đo hỗn hợp về sự thất bại trong phạm vi một quốc gia vì sự bất bình đẳng giới. Nó sử dụng ba khía cạnh để đo lường: sức khỏe sinh sản, sự trao quyền và sự tham gia vào thị trường lao động.

## Cách tính
Cách tính chỉ số bất bình đẳng giới cũng giống với cách tính chỉ số HDI về bất bình đẳng, được công bố trong Báo cáo Phát triển con người năm 2010, và có thể được hiểu như là mức giảm phần trăm của sự phát triển con người. Giá trị của GII nằm trong khoảng từ 0 đến 1, với 0 là 0% bất bình đẳng giới và 1 là 100% bất bình đẳng giới. Theo các nước thuộc UNDP thì bất bình đẳng giới cao cũng cho thấy sự bất bình đẳng trong việc phân phối phát triển và ngược lại.
Có 5 bước để tính chỉ số GII:
Bước 1: Điều chỉnh số 0: Tỉ lệ tử của phụ nữ sinh con được rút gọn một cách có hệ thống trong khoảng từ 10 đến 1000. Khoảng cách này được dựa trên giả thiết là các nước có tỉ lệ tử lớn hơn 1000 hay dưới 10 không có sự khác biệt trong việc chăm sóc sức khỏe cho phụ nữ sinh con. Các nước có tỉ lệ tử được báo cáo là 0 được tính là 0,1 dựa trên giả thiết phụ nữ có khả năng làm ảnh hưởng đến chính trị và trung bình nhân không bao giờ có giá trị 0.
Bước 2: Tập hợp các tham số trong mỗi giới tính, sử dụng trung bình nhân: Việc tập hợp này làm cho GII trở nên nhạy cảm. Tỉ lệ tử của phụ nữ sinh con và tỉ lệ sinh sản vị thành niên phù hợp cho phụ nữ sinh nam chỉ được tổng hợp bằng 2 chiều khác.
Bước 3: Tập hợp giữa các giới tính, sử dụng trung bình điều hòa: Để tính toán chỉ số bình đẳng giới (phân bố đều), chỉ số dành cho nam và nữ được tổng hợp lại bằng trung bình điều hòa để nắm bắt sự bất bình đẳng giới và điều chỉnh mối liên hệ giữa các chiều với nhau.
Bước 4: Tính trung bình nhân của trung bình cộng của mỗi chỉ số: Ta có được các tiêu chuẩn tham chiếu bằng cách tổng hợp các chỉ số cho nam và nữ với trọng lượng như nhau, sau đó tập hợp các chỉ số đó trên các tham số.
Bước 5: Tính GII: So sánh các chỉ số giới tính phân bố đều ở Bước 3 và các tiêu chuẩn có được ở Bước 4.

### Thay đổi trong năm 2011
Theo UNDP, đã có một sự thay đổi trong việc tính toán chỉ số GII vào năm 2011. Tỉ lệ tử của phụ nữ sinh con đã được tính là 10 trong chỉ số GII, mặc dù chỉ số này luôn nằm trong khoảng từ 0 đến 1. Để khắc phục điều này, tỉ lệ tử được rút gọn đi 10 lần (1 × 101), làm giảm giá trị GII.

## Xếp hạng

### Xếp hạng năm 2012

#### Cao nhất
Những quốc gia/vùng lãnh thổ xếp hạng cao nhất xét về mặt bình đẳng giới theo chỉ số GII trong các năm 2008, 2011 và 2012.
| Quốc gia/Vùng lãnh thổ   | Thứ hạng GII năm 2012 | Thang đánh giá GII năm 2012 | Thứ hạng HDI năm 2012 | Thứ hạng GII năm 2011 | Thang đánh giá GII năm 2011 | Thứ hạng GII năm 2008 | Thang đánh giá GII năm 2008 |
| ------------------------ | --------------------- | --------------------------- | --------------------- | --------------------- | --------------------------- | --------------------- | --------------------------- |
| Hà Lan                   | 1                     | 0,045                       | 4                     | 2                     | 0,052                       | 1                     | 0,174                       |
| Đài Loan (nếu được tính) | 2                     | 0,053                       | 23                    | 4                     | 0,061                       | 4                     | 0,223                       |
| Thụy Điển                | 2                     | 0,055                       | 7                     | 1                     | 0,049                       | 3                     | 0,212                       |
| Đan Mạch                 | 3                     | 0,057                       | 15                    | 3                     | 0,060                       | 2                     | 0,209                       |
| Thụy Sĩ                  | 4                     | 0,057                       | 9                     | 4                     | 0,067                       | 4                     | 0,228                       |
| Na Uy                    | 5                     | 0,065                       | 1                     | 6                     | 0,075                       | 5                     | 0,234                       |
| Phần Lan                 | 6                     | 0,075                       | 21                    | 5                     | 0,075                       | 8                     | 0,248                       |
| Đức                      | 7                     | 0,075                       | 5                     | 7                     | 0,085                       | 7                     | 0,240                       |
| Slovenia                 | 8                     | 0,08                        | 21                    | *                     | *                           | *                     | *                           |
| Pháp                     | 9                     | 0,083                       | 20                    | 10                    | 0,106                       | 11                    | 0,260                       |
| Iceland                  | 10                    | 0,089                       | 13                    | 9                     | 0,099                       | 13                    | 0,279                       |

#### Thấp nhất
Những quốc gia/vùng lãnh thổ xếp hạng thấp nhất xét về mặt bình đẳng giới theo chỉ số GII trong các năm 2008, 2011 và 2012.
| Quốc gia/Vùng lãnh thổ | Thứ hạng GII năm 2012 | Thang đánh giá GII năm 2012 | Thứ hạng HDI năm 2012 | Thứ hạng GII năm 2011 | Thang đánh giá GII năm 2011 | Thứ hạng GII năm 2008 | Thang đánh giá GII năm 2008 |
| ---------------------- | --------------------- | --------------------------- | --------------------- | --------------------- | --------------------------- | --------------------- | --------------------------- |
| Mauritania             | 139                   | 0,643                       | 155                   | --                    | --                          | --                    | --                          |
| Sierra Leone           | 139                   | 0,643                       | 177                   | 137                   | 0,662                       | 125                   | 0,756                       |
| Mali                   | 141                   | 0,649                       | 182                   | 143                   | 0,712                       | 135                   | 0,799                       |
| Cộng hòa Trung Phi     | 142                   | 0,654                       | 180                   | 138                   | 0,669                       | 132                   | 0,768                       |
| Liberia                | 143                   | 0,658                       | 174                   | 139                   | 0,671                       | 131                   | 0,766                       |
| Cộng hòa Congo         | 144                   | 0,681                       | 186                   | 142                   | 0,710                       | 1690                  | 0,814                       |
| Ả Rập Saudi            | 145                   | 0,682                       | 57                    | --                    | --                          | --                    | --                          |
| Niger                  | 146                   | 0,707                       | 186                   | 144                   | 0,724                       | 136                   | 0,807                       |
| Afghanistan            | 147                   | 0,712                       | 175                   | 141                   | 0,717                       | 134                   | 0,797                       |
| Yemen                  | 148                   | 0,747                       | 160                   | --                    | --                          | --                    | --                          |

### Xếp hạng năm 2014[7]

#### Top 30 nước xếp hạng cao nhất
| Quốc gia/Vùng lãnh thổ | Thứ hạng GII năm 2014 | Thang đánh giá GII năm 2014 | Thứ hạng HDI năm 2014 |
| ---------------------- | --------------------- | --------------------------- | --------------------- |
| Slovenia               | 1                     | 0,016                       | 25                    |
| Thụy Sĩ                | 2                     | 0,028                       | 3                     |
| Đức                    | 3                     | 0,041                       | 6                     |
| Đan Mạch               | 4                     | 0,048                       | 4                     |
| Áo                     | 5                     | 0,053                       | 23                    |
| Thụy Điển              | 6                     | 0,055                       | 14                    |
| Hà Lan                 | 7                     | 0,062                       | 5                     |
| Bỉ                     | 8                     | 0,063                       | 21                    |
| Na Uy                  | 9                     | 0,067                       | 1                     |
| Italia                 | 10                    | 0,068                       | 27                    |
| Phần Lan               | 11                    | 0,075                       | 24                    |
| Iceland                | 12                    | 0,087                       | 16                    |
| Singapore              | 13                    | 0,088                       | 11                    |
| Pháp                   | 13                    | 0,088                       | 22                    |
| Cộng hòa Séc           | 15                    | 0,091                       | 28                    |
| Tây Ban Nha            | 16                    | 0,095                       | 26                    |
| Luxembourg             | 17                    | 0,100                       | 19                    |
| Israel                 | 18                    | 0,101                       | 18                    |
| Australia              | 19                    | 0,110                       | 2                     |
| Bồ Đào Nha             | 20                    | 0,111                       | 43                    |
| Ireland                | 21                    | 0,113                       | 6                     |
| Cộng hòa Síp           | 22                    | 0,124                       | 32                    |
| Hàn Quốc               | 23                    | 0,125                       | 17                    |
| Lithuania              | 23                    | 0,125                       | 37                    |
| Canada                 | 25                    | 0,129                       | 9                     |
| Nhật Bản               | 26                    | 0,133                       | 20                    |
| Libya                  | 27                    | 0,134                       | 94                    |
| Ba Lan                 | 28                    | 0,138                       | 36                    |
| Hy Lạp                 | 29                    | 0,146                       | 29                    |
| Croatia                | 30                    | 0,149                       | 47                    |

#### Một số quốc gia khác
| Quốc gia/Vùng lãnh thổ               | Thứ hạng GII năm 2014 | Thang đánh giá GII năm 2014 | Thứ hạng HDI năm 2014 |
| ------------------------------------ | --------------------- | --------------------------- | --------------------- |
| Hoa Kỳ                               | 55                    | 0,280                       | 8                     |
| New Zealand                          | 32                    | 0,157                       | 9                     |
| Vương quốc Anh                       | 39                    | 0,177                       | 14                    |
| Qatar                                | 116                   | 0,524                       | 32                    |
| Ả Rập Saudi                          | 56                    | 0,284                       | 39                    |
| Argentina                            | 75                    | 0,376                       | 40                    |
| Các Tiểu vương quốc Ả Rập Thống nhất | 47                    | 0,232                       | 41                    |
| Chile                                | 65                    | 0,338                       | 42                    |
| Kuwait                               | 79                    | 0,387                       | 48                    |
| Nga                                  | 54                    | 0,276                       | 50                    |
| Malaysia                             | 42                    | 0,209                       | 62                    |
| Cuba                                 | 68                    | 0,356                       | 67                    |
| Iran                                 | 114                   | 0,515                       | 69                    |
| Venezuela                            | 103                   | 0,476                       | 71                    |
| Thổ Nhĩ Kỳ                           | 71                    | 0,359                       | 72                    |
| Mexico                               | 74                    | 0,373                       | 74                    |
| Brazil                               | 97                    | 0,457                       | 75                    |
| Trung Quốc                           | 40                    | 0,191                       | 90                    |
| Mông Cổ                              | 63                    | 0,325                       | 90                    |
| Thái Lan                             | 76                    | 0,380                       | 93                    |
| Ai Cập                               | 131                   | 0,573                       | 108                   |
| Indonesia                            | 110                   | 0,494                       | 110                   |
| Philippines                          | 89                    | 0,420                       | 115                   |
| Nam Phi                              | 83                    | 0,407                       | 116                   |
| Việt Nam                             | 60                    | 0,308                       | 116                   |
| Iraq                                 | 123                   | 0,539                       | 121                   |
| Ấn Độ                                | 130                   | 0,563                       | 130                   |
| Campuchia                            | 104                   | 0,477                       | 143                   |
| Myanmar                              | 85                    | 0,413                       | 148                   |
| Papua New Guinea                     | 140                   | 0,611                       | 158                   |